# Валгаский район
Ва́лгаский райо́н — административно-территориальная единица в составе Эстонской ССР, существовавшая в 1950—1991 годах. Центр — город Валга. Располагался в Южной Эстонии. На юге и юго-востоке граничил с Латвийской ССР, в основном с Валкским районом.

## История
Валга район был образован в 1950 году, когда уездное деление в Эстонской ССР было заменено районным. В 1952 году район был включён в состав Тартуской области, но уже в апреле 1953 года в результате упразднения областей в Эстонской ССР район был возвращён в республиканское подчинение.
Наивысшая точка на территории района — холм Куутсе (217 м) на возвышенности Отепя.
В 1991 году Валгаский район был преобразован в уезд Валгамаа.

## Административное деление
В 1955 году район включал 1 город (Валга) и 7 сельсоветов: Каагъярвеский, Карулаский, Пукаский, Сангастеский, Тахеваский, Тыллистеский, Ыруский.
Площадь района в 1955 году составляла 969,1 км².
В 1979 году район состоял из города Валга и 10 сельсоветов: Каагъярвеский, Карулаский, Отепяский, Палупераский, Пукаский, Рийдаяский, Сангастеский, Тахеваский, Тыллистеский, Хелмеский, Хуммулиский и Ыруский. Площадь района составляла 2044,0 км².

## Население
Население района по переписи 1959 года составляло 38,2 тыс. чел..
По переписи населения 1979 года в районе проживали 45 016 человек; из них 53,8 % — в городах, 46,2 % — в сельской местности.
| |  |
| Фото слева: административно-территориальное деление Эстонской ССР в 1957 году. Фото справа: Валгаский район на карте Восточной Европы. Картографическая военная служба США, 1954 год |  |